# Patriarchenpalast und Zwölf-Apostel-Kirche

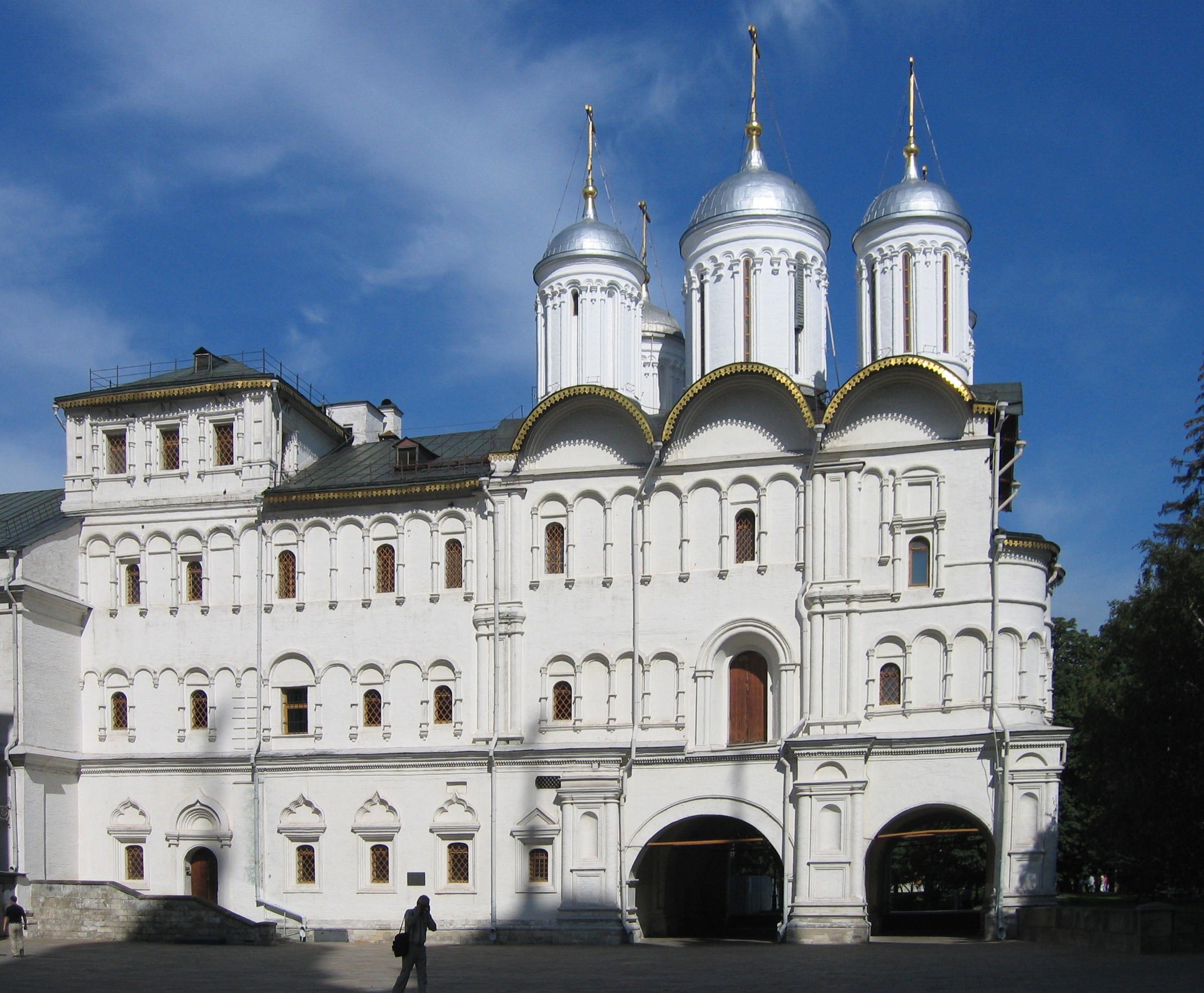
Patriarchenpalast und Zwölf-Apostel-Kirche im Moskauer Kreml

Der Patriarchenpalast und die Zwölf-Apostel-Kirche (russisch Патриарший дворец и церковь Двенадцати апостолов) sind ein orthodoxes Bauensemble im Kreml in der russischen Hauptstadt Moskau. Es wurde 1656 vollendet und ist den Hl. Zwölf Aposteln geweiht.

## Übersicht

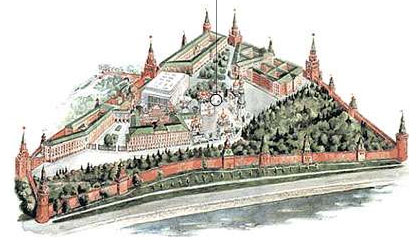
Lage im Kreml

Die beiden Gebäude sind eine architektonisch zusammenhängende Kombination aus einem profanen und einem sakralen Bauwerk in der russischen Hauptstadt Moskau. Der Palast mit der angebauten Kirche steht im Moskauer Kreml am Kathedralenplatz, unmittelbar angrenzend an die Entschlafenskathedrale und die Gewandniederlegungskirche. Er diente bis ins 18. Jahrhundert hinein als Wohn- und Arbeitsresidenz sowie Hauskirche des Moskauer Patriarchen. Heute beherbergt das Gebäude ein Museum mit einer breiten Exposition an Utensilien der Russisch-Orthodoxen Kirche und Alltagsgegenständen aus dem 16. und 17. Jahrhundert.

## Geschichtlicher Hintergrund
Eine erste Wohnresidenz des russisch-orthodoxen Kirchenoberhaupts auf dem Territorium des Moskauer Kremls entstand im Jahre 1325, zu jener Zeit, als Moskau vom Großfürsten Iwan I. (Kalita) regiert wurde und einige Jahre bevor die Festung auf dessen Anweisung neu errichtet wurde. Der damalige Metropolit Peter ließ sich in der Nähe der Mariä-Entschlafens-Kathedrale, genauer gesagt ihres zeitgleich (1326–27) errichteten Vorgängerbaus, nieder und markierte damit den Beginn der Geschichte des Kremls als Mittelpunkt des geistlichen Lebens Moskowiens. Die ursprünglichen Gemächer waren, wie auch sonst üblich, aus Holz erbaut worden. Eine erste Erwähnung steinerner Metropolitengemächer im Kreml stammt erst aus dem Jahr 1450, wobei auch dieses Gebäude offenbar nicht lange stehen blieb. Bis zum späten 16. Jahrhundert, als in der Russisch-Orthodoxen Kirche erstmals der Titel eines Patriarchen eingeführt wurde, fielen mehrere Nachfolgebauten, wie auch andere Häuser und Kirchen im Kreml, häufigen Feuersbrünsten zum Opfer und mussten immer wieder neu errichtet werden.

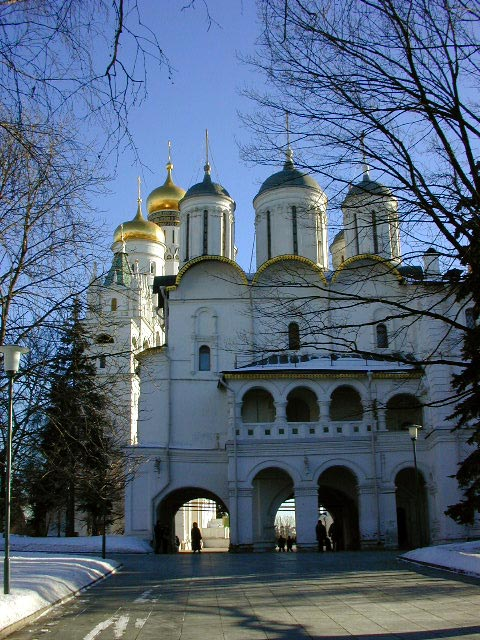
Ansicht der Zwölf-Apostel-Kirche von Norden

Die heute erhaltenen Gemächer wurden erst unter dem Patriarchen Nikon errichtet, der für sein Amt einen besonders repräsentativen Palast bauen lassen wollte, um den hohen Stellenwert des orthodoxen Glaubens zu unterstreichen. Für diesen Zweck erhielt Nikon vom damaligen Zaren Alexei I. zusätzlich zum bereits bestehenden Patriarchenhaus ein daran anliegendes Grundstück nördlich der Mariä-Entschlafens-Kathedrale. Die alten Gemächer wurden abgetragen und auf dem gesamten Grundstück daraufhin der heutige Palast erbaut. Den Bau, der von 1653 bis 1656 dauerte, leiteten die russischen Architekten Antip Konstantinow und Baschen Ogurzow, die zwei Jahrzehnte zuvor auch schon den Terem-Palast für die Zarenfamilie bauen durften.

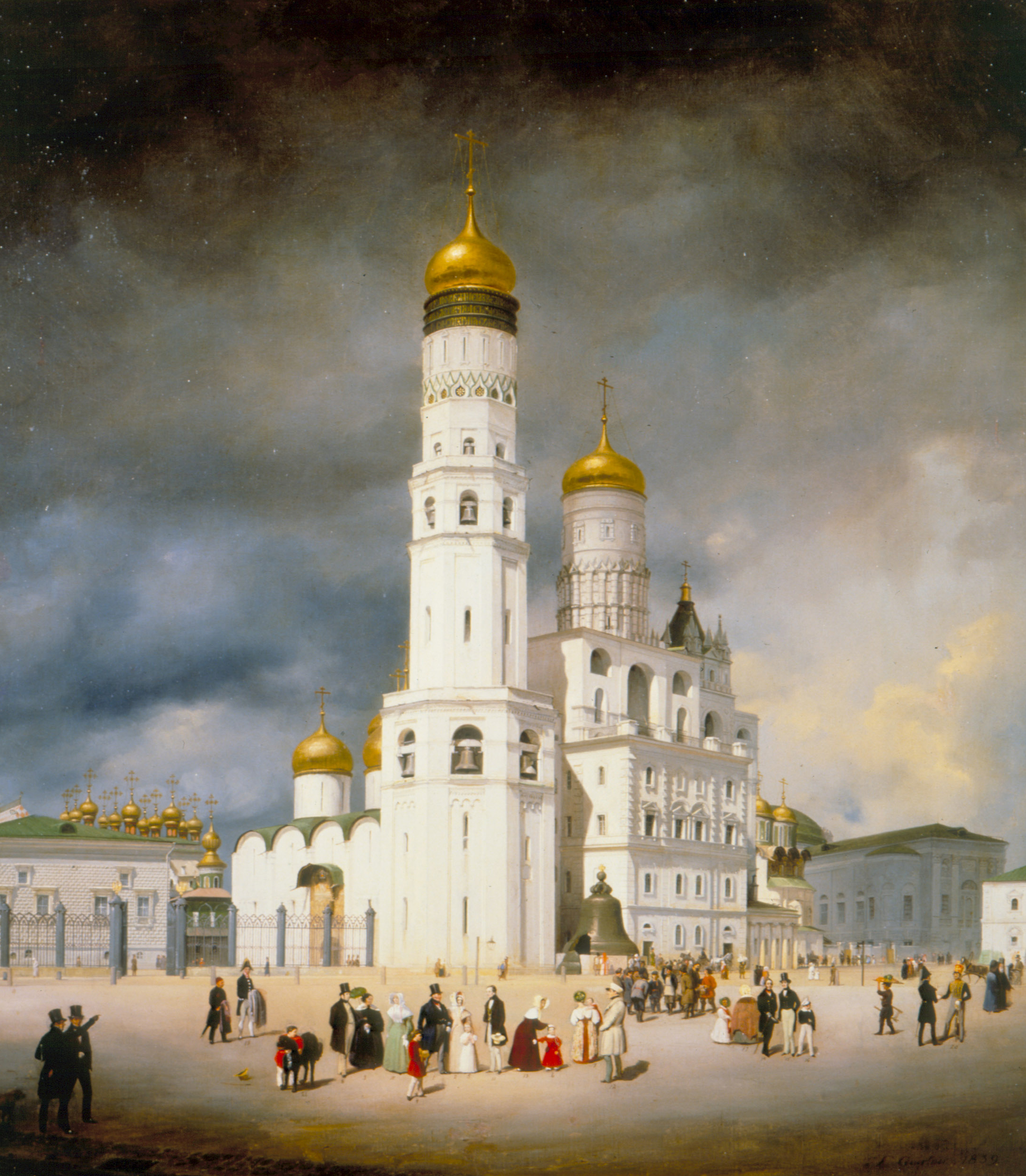
Gemälde von Eduard Gaertner

Das neue Gebäude übertraf die alten Gemächer nicht nur in seiner Architektur und Ausstattung, sondern stellte eine neuartige Kombination aus einem Wohngebäude und einem Kirchenbau dar. Bei der Betrachtung vom Kathedralenplatz aus stellte die linke Gebäudehälfte den profanen Teil dar, wo sich Wohn-, Arbeits- und Empfangsräumlichkeiten des Patriarchen befanden, während die rechte Hälfte – erkennbar an dem durch fünf Kirchtürme abgeschlossenen Dachteil – die Hauskirche des Patriarchen beherbergte. Ursprünglich ließ Nikon diese Kirche dem Apostel Philippus weihen, erst unter einem von Nikons Nachfolgern – dem Patriarchen Joachim – wurde das Gotteshaus dem orthodoxen Fest der Zwölf Aposteln geweiht und erhielt seinen heutigen Namen. Im unteren Gebäudeteil der Kirchenhälfte befand sich ein bis heute erhaltenes Durchgangsportal, das von der Straße in den Patriarchenhof führte.
Als Gemächer des Moskauer Patriarchen diente der Palast bis zum Jahr 1721, als das Patriarchat in der russisch-orthodoxen Kirche wieder aufgehoben und der Kirchenvorstand von der Heiligen Synode übernommen wurde. Letztere richtete im ehemaligen Patriarchenpalast kurz darauf eine ihrer Diensträumlichkeiten ein. Der ehemalige Parade-Empfangsraum des Patriarchen – die sogenannte Kreuzkammer – wurde ab 1763 für die alljährliche Zeremonie der Salböl-Herstellung eingerichtet; große Teile der Innenräumlichkeiten des Palastes dienten jedoch schon damals als öffentliches Museum des russischen Kirchenalltags des 17. Jahrhunderts.
Mit dem Einzug der bolschewistischen Regierung in den Kreml kurz nach der Oktoberrevolution des Jahres 1917 wurde sowohl die ehemalige Patriarchenresidenz als auch die Kirche von der Staatsmacht geschlossen. Nach der Schließung des gesamten Kremls für den öffentlichen Zugang in den 1920er-Jahren gerieten auch die Patriarchengemächer zunehmend in Vergessenheit. Erst mit der Wiedereröffnung des Kremls im Jahre 1955 und der Einrichtung vieler dortiger historischer Bauwerke und Kirchen als Museen wurde der ehemalige Patriarchenpalast restauriert und ebenfalls für Besucher eröffnet. Seine Hauptfunktion als Museum erfüllt er bis heute. Eine Vielzahl der hier ausgestellten Exponate stammt aus anderen Kremlbauten, auch jenen die in den 1920er- und 1930er-Jahren auf Geheiß der sowjetischen Regierung zerstört wurden.

## Innenräume und Exposition

### Patriarchenpalast
Zu Zeiten, als das Gebäude als Patriarchenresidenz diente, befanden sich die privaten Gemächer des Patriarchen – darunter der Schlaf- und der Betraum – allesamt im zweiten Obergeschoss der linken Gebäudehälfte. Das erste Obergeschoss, in dem heute die Exposition des Museums untergebracht ist, diente als Paradeteil für Empfänge, Audienzen und Sitzungen, während das Erdgeschoss ausschließlich Wirtschaftsräumlichkeiten beherbergte und daher historisch nicht von Interesse ist. Beim Betreten des Palastes über den Besuchereingang führt eine Treppe direkt zur Exposition in der ersten Etage.

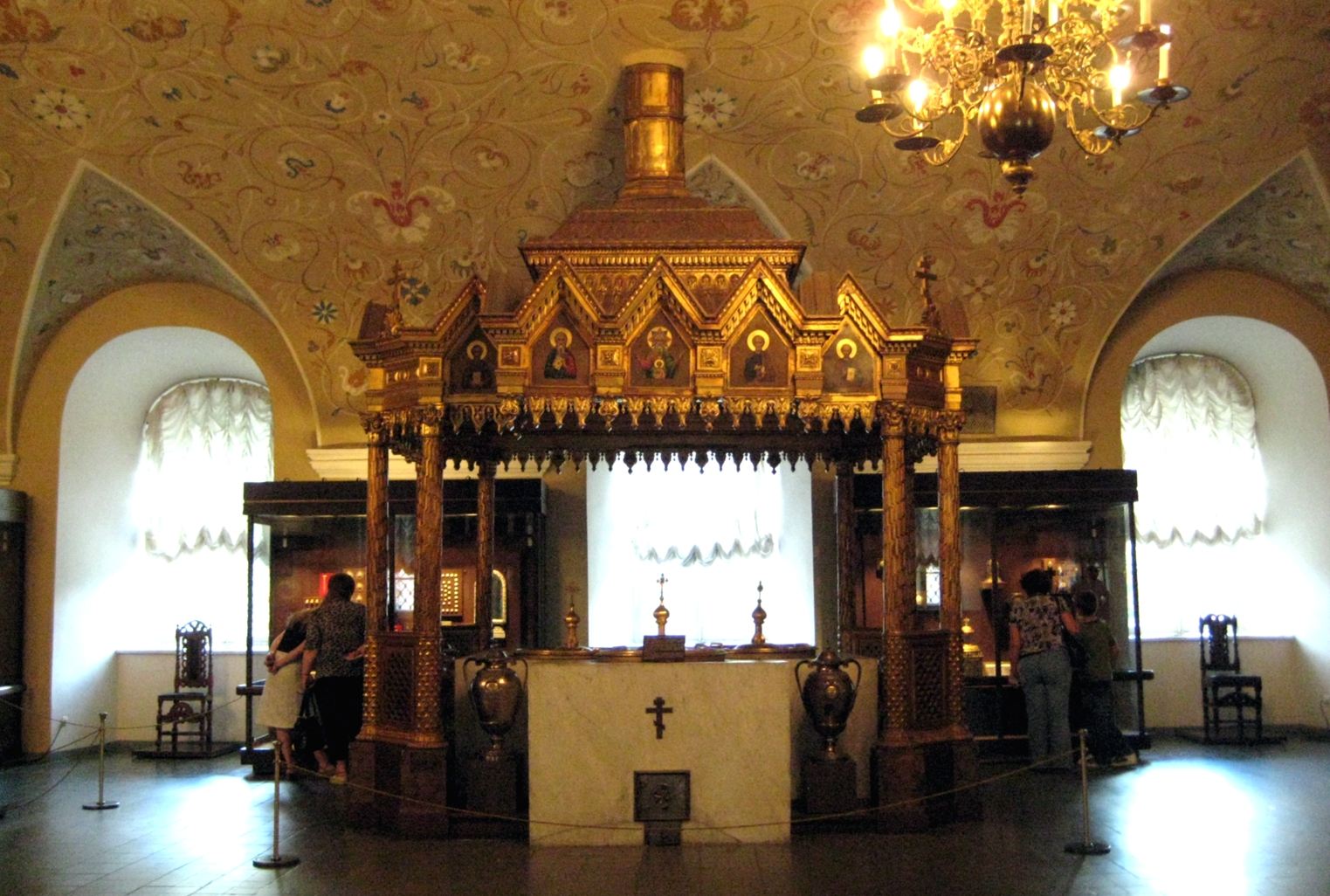
Kreuzkammer. Ehemaliger Salbölofen

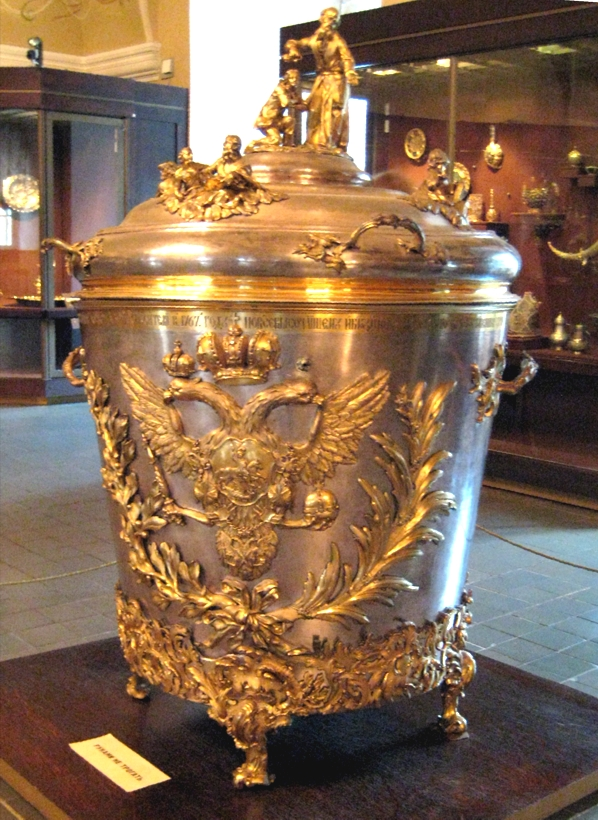
Salbölkessel

Den zentralen Teil des Museums bildet der ehemalige Raum für feierliche Empfänge, der als Kreuzkammer (Крестовая палата) bekannt ist. Hierbei handelt es sich um einen rund 280 m² großen Saal, dessen dem Originalzustand nachempfundene Einrichtung eine überaus prunkvolle Gestalt aufweist und in gewisser Weise an den Paradesaal des nahe gelegenen Facettenpalastes erinnert. Das Kreuzgewölbe des Saals hat keine zusätzlichen Stützen in Form von Säulen oder Pfeilern und ist durchgehend mit Pflanzenornamenten bemalt. Der Saal diente dem Patriarchen als Ort für Empfänge, Kirchentagungen, Zarenaudienzen und andere besonders wichtige Akte. Von der Kreuzkammer aus führen reichlich dekorierte Türportale in benachbarte Ausstellungsräume, die im 17. Jahrhundert ebenfalls vorwiegend repräsentativen Zwecken dienten, darunter etwa das Refektorium oder das ehemalige Arbeitskabinett des Patriarchen.
Eines der bekanntesten Ausstellungsstücke in der Kreuzkammer ist der ehemalige Ofen, in dem von 1763 bis zum Anfang des 20. Jahrhunderts alle drei bis vier Jahre, immer in der Fastenwoche vor dem orthodoxen Osterfest, Salböl (Chrisam) für kirchliche Rituale wie Taufe oder Salbung (letztere nahmen beispielsweise russische Zaren bei ihren Krönungszeremonien an) hergestellt wurde. Es war der einzige Ort in ganz Russland, wo dieser Prozess stattfand: Das fertige Salböl wurde von hier aus an orthodoxe Gotteshäuser in ganz Russland und auch im orthodoxen Ausland (wie etwa Bulgarien oder Serbien) verteilt. Diese Tradition hat in der russisch-orthodoxen Kirche bis heute Bestand, allerdings wird das Öl nicht mehr im Kreml, sondern im Moskauer Donskoi-Kloster hergestellt. Neben dem alten Ofen, dessen reichlich ornamentierte und mit Ikonen ausgeschmückte Einfassung beachtliche Ausmaße annimmt, sind historische, ebenfalls sehr kunstvoll hergestellte Kessel zur Aufbewahrung des Salböls zu sehen. Sie alle wurden dem Patriarchenpalast seinerzeit von der Zarin Katharina II. (der Großen) gestiftet.
Ebenfalls in der Kreuzkammer sowie im benachbarten Refektorium, welches sich am äußersten Ende des linken Gebäudeteils befindet, ist eine Vielzahl von Originalgegenständen des Haushalts des ehemaligen Patriarchenpalastes sowie des Zarenhofs ausgestellt. Zu sehen sind dabei besonders repräsentative, teilweise aus Edelmetallen hergestellte Geschirrstücke, verschiedene Unikate des Uhrenhandwerks, prachtvolle Kleidungsstücke oder Ikoneneinfassungen und andere Exponate aus dem 17. und 18. Jahrhundert. Im ehemaligen Arbeitszimmer des Patriarchen wurde das Interieur des 17. Jahrhunderts nachgestellt, allerdings sind keine Original-Möbelstücke aus dem Patriarchenpalast jener Zeit erhalten geblieben.

### Zwölf-Apostel-Kirche
Die Zwölf-Apostel-Kirche ist heute ebenfalls Teil des Museums im ehemaligen Patriarchenpalast, die Originaleinrichtung aus dem 17. Jahrhundert ist hier allerdings zu großen Teilen nicht erhalten: Viele der historisch wertvollen Utensilien, die erhalten geblieben sind, wurden im 20. Jahrhundert in die Rüstkammer des Kremls verlegt, wo einiges davon bis heute ausgestellt ist. Dies gilt auch für Gegenstände aus der ehemaligen Sakristei des Patriarchenpalastes – darunter Parade-Gewänder und Mitren von Moskauer Patriarchen –, die heute ebenfalls in der Rüstkammer zu sehen sind. Die mit Schnitzornamenten reichlich dekorierte, fünfrängige Ikonostase, die heute in der Zwölf-Apostel-Kirche steht, wurde 1929 aus dem Himmelfahrtskloster, einem der beiden in den 1920er-Jahren von den Bolschewisten zerstörten Klöster des Kremls, hierher übertragen. Auch die zwei Dutzend Ikonen, die an den Wänden der Kirche hängen – einige von ihnen sind Werke bekannter Ikonenmalermeister wie etwa Simon Uschakow – stammen ursprünglich aus anderen Gotteshäusern.
Anfang der 1990er-Jahre wurde die Zwölf-Apostel-Kirche, wie auch die anderen größeren Gotteshäuser im Kreml, dem Moskauer Patriarchat zurückgegeben. Einmal jährlich, am Feiertag der Zwölf Aposteln am 13. Juli, finden hier Gottesdienste statt.